# Sarrians
Sarrians är en kommun i departementet Vaucluse i regionen Provence-Alpes-Côte d'Azur i sydöstra Frankrike. Kommunen ligger i kantonen Carpentras-Nord som tillhör arrondissementet Carpentras. År 2022 hade Sarrians 5 834 invånare.

## Befolkningsutveckling
Antalet invånare i kommunen Sarrians
| Referens: INSEE |